# Juan Manuel García (calciatore 1992)
Juan Manuel García (Tandil, 14 novembre 1992) è un calciatore argentino, attaccante del Newell's Old Boys.

## Caratteristiche tecniche
È un centravanti.